# Leucopogon oliganthus
Leucopogon oliganthus är en ljungväxtart som beskrevs av Ernst Georg Pritzel. Leucopogon oliganthus ingår i släktet Leucopogon och familjen ljungväxter. Inga underarter finns listade i Catalogue of Life.